# 田代知世
田代 知世（たしろ ともよ、1983年8月23日 - ）は、奈良県出身のバスケットボール選手である。ニックネームは「アン」。ポジションはフォワード。トヨタ自動車アンテロープス所属。

## 来歴
大阪薫英女学院高から、武庫川女子大学に進み、2005年ユニバーシアードに出場。
卒業後、トヨタ自動車に入社。
2010年退社。

## 経歴
- 大阪薫英女学院高校 - 武庫川女子大学 - トヨタ自動車（2006年 - 2010年）

## 日本代表歴
- 2005ユニバーシアード